# Meiothecium hamatum
Meiothecium hamatum är en bladmossart som beskrevs av Brotherus 1908. Meiothecium hamatum ingår i släktet Meiothecium och familjen Sematophyllaceae. Inga underarter finns listade i Catalogue of Life.